# 平野塚穴山古墳
平野塚穴山古墳（ひらのつかあなやまこふん）は、奈良県香芝市平野にある古墳。形状は方墳。平野古墳群を構成する古墳の1つ。国の史跡に指定されている。
茅渟王（第35・37代皇極・斉明天皇・第36代孝徳天皇の父）の墓に比定する説が知られる。

## 概要
奈良県西部、明神山から派生する低丘陵の南斜面に築造された古墳である。墳丘は大部分が削平を受けているほか、1972年（昭和47年）に盗掘に遭い、その後に数次の発掘調査が実施されている。
墳形は方形で、下段は一辺25-30メートル程度・高さ約2.7メートル、上段は一辺約17.4メートル・高さ約2.7メートル、全体高さ約5.4メートルを測る。墳丘は粘質土・砂質土を交互に突き固める版築によって構築されており、墳丘外表は二上山凝灰岩の貼石で化粧される。埋葬施設は横口式石槨で、南方向に開口する。玄室の前に短い羨道を付すという横穴式石室の名残をとどめた石槨であり、石槨内には夾紵棺（夾紵容器：棺蓋か）・漆塗籠棺（棺身か）を据える。石槨内は盗掘に遭っているが、発掘調査では副葬品として金環・中空玉・銅椀の破片が出土している。
築造時期は、古墳時代終末期の7世紀後半-末頃と推定される。横口式石槨としては初現期の組合式横口式石槨を埋葬施設としており、凝灰岩で構築した終末期古墳への転機・先駆けとして重要視される古墳になる。被葬者は明らかでないが、古墳の様相としては王族級であることから、茅渟王（茅渟皇子、皇極・斉明天皇・孝徳天皇の父）とする説が有力視される。
古墳域は1973年（昭和48年）6月18日に国の史跡に指定されている。現在では史跡整備のうえで「平野塚穴山古墳史跡公園」として公開されているが、石槨内への立ち入りは制限され、毎年春・秋にのみ公開されている。

## 遺跡歴
- 文化4年（1807年）の『平野村絵図』に、平野3・4号墳が武烈天皇陵として、塚穴山古墳が顕宗天皇陵として記載[1]。
- 1972年（昭和47年）、石槨内部の盗掘、および盗掘に伴う発掘調査（奈良県立橿原考古学研究所、1977年に報告）[4][1]。
- 1973年（昭和48年）6月18日、国の史跡に指定[3]。
- 2011年度（平成23年度）、3次元レーザー測量（奈良文化財研究所・株式会社共和、2015年に報告）[1]。
- 2016-2019年度（平成28-令和元年度）、史跡整備および史跡整備事業に伴う発掘調査（香芝市教育委員会、2020年に報告）[1]。
- 2018年（平成30年）10月15日、史跡範囲の追加指定[5]。
- 2020年（令和2年）4月1日、平野塚穴山古墳史跡公園の開園。

## 埋葬施設

石槨俯瞰図

石槨展開図

埋葬施設としては横口式石槨が構築されており、南方向に開口する。玄室の前に短い羨道を付すという横穴式石室の名残をとどめた、横口式石槨としては初現期の組合式横口式石槨である。石槨の規模は次の通り。
- 石槨全長：4.47メートル
- 玄室：長さ3.05メートル、幅1.500メートル、高さ1.762メートル
- 玄門：長さ0.562メートル、幅1.192メートル
- 羨道：長さ0.820メートル、幅1.40メートル

石槨の石材としては二上山凝灰岩の切石が使用されており、全ての石室部材を二上山凝灰岩で構築する例としては初現期とされる。玄室では奥壁1枚・両側壁2枚・天井石2枚を、玄門・羨道では両側壁各1枚・天井石各1枚を組み合わせて構築され、内面は概ね全面的に磨かれ、各床面には切石を敷き詰める。石槨の構築にあたっては、基準尺として唐尺（1尺=約30センチメートル）が使用されたと推定される。また石室構造には百済の後期王陵とされる陵山里古墳群の東下塚等との類似性が指摘される。
石槨内は盗掘に遭っているが、発掘調査では夾紵棺（夾紵容器）片・漆塗籠棺片が出土して両棺の使用が認められるほか（漆塗籠棺が棺身で夾紵容器が棺蓋か）、副葬品として金環・中空玉・銅椀の破片が出土している。

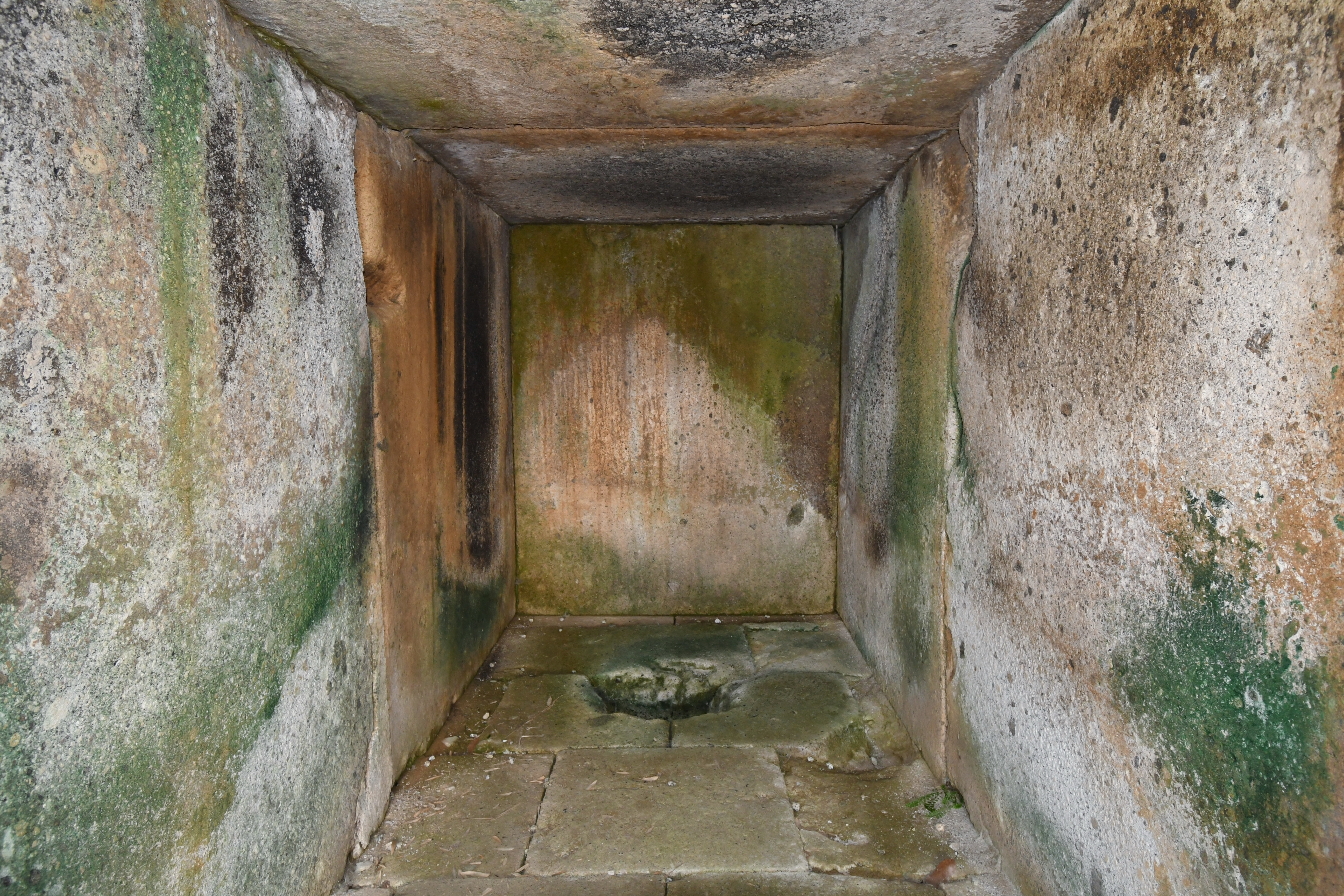
石槨部
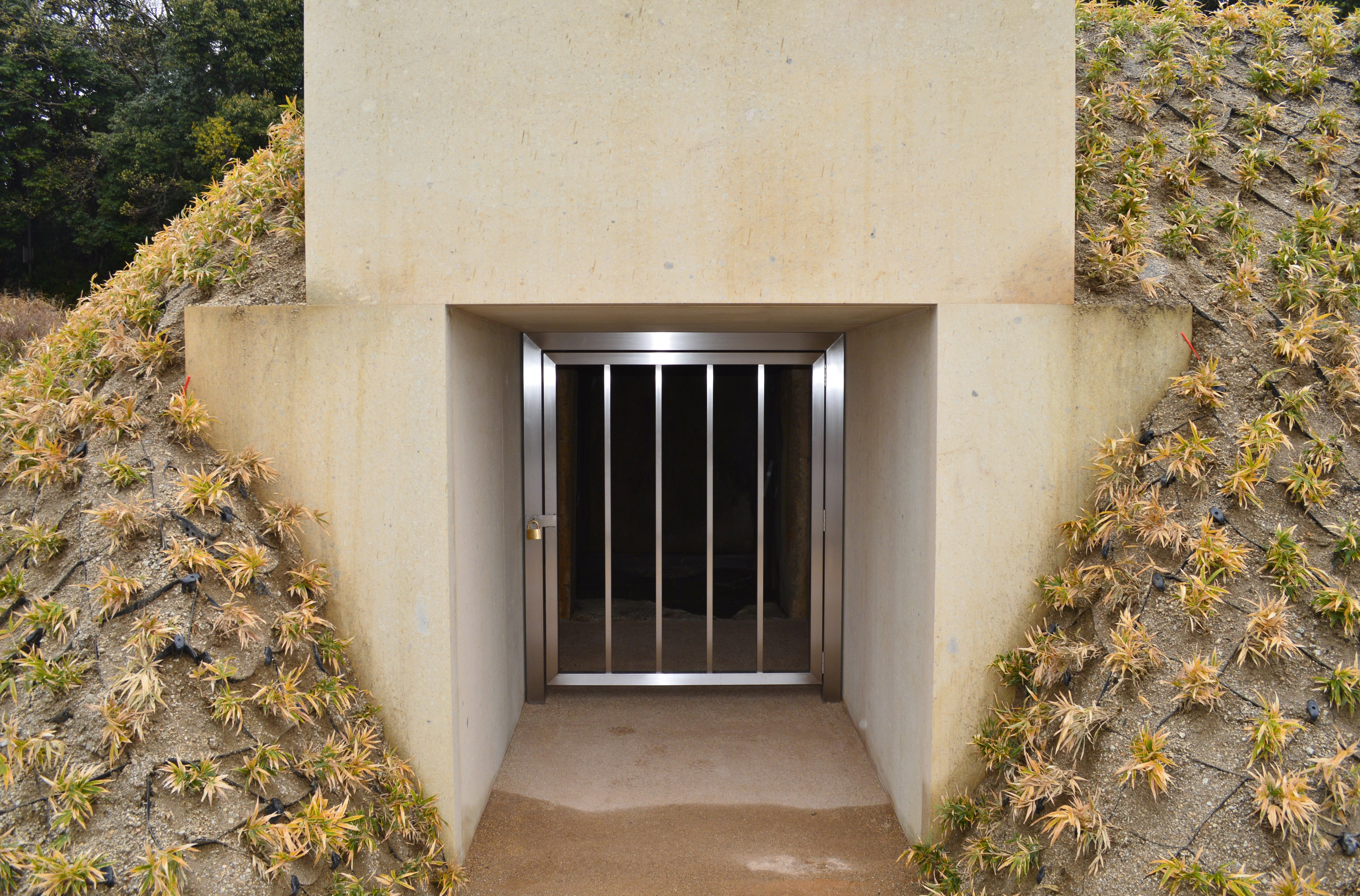
開口部
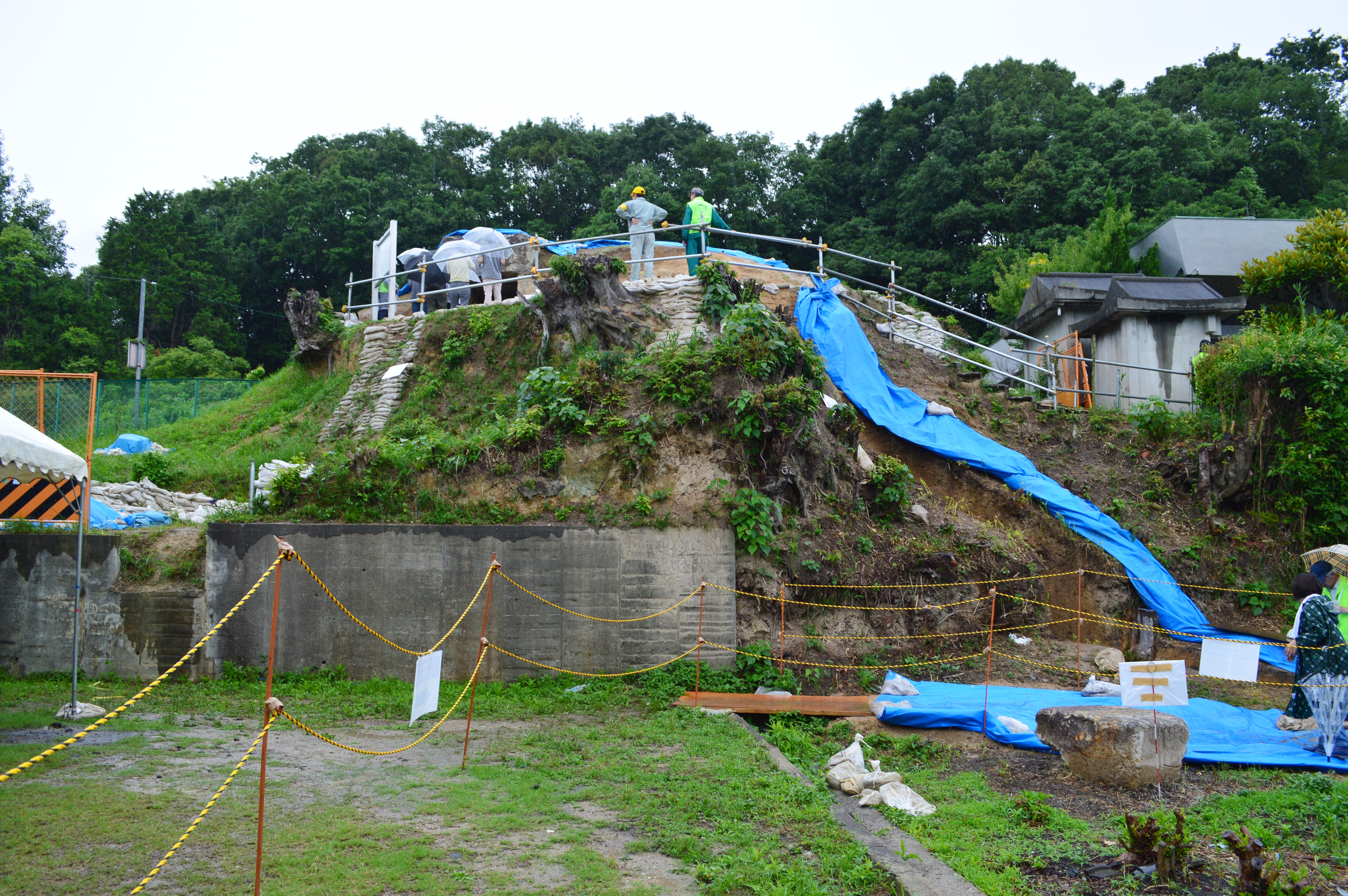
墳丘 2019年発掘調査時。
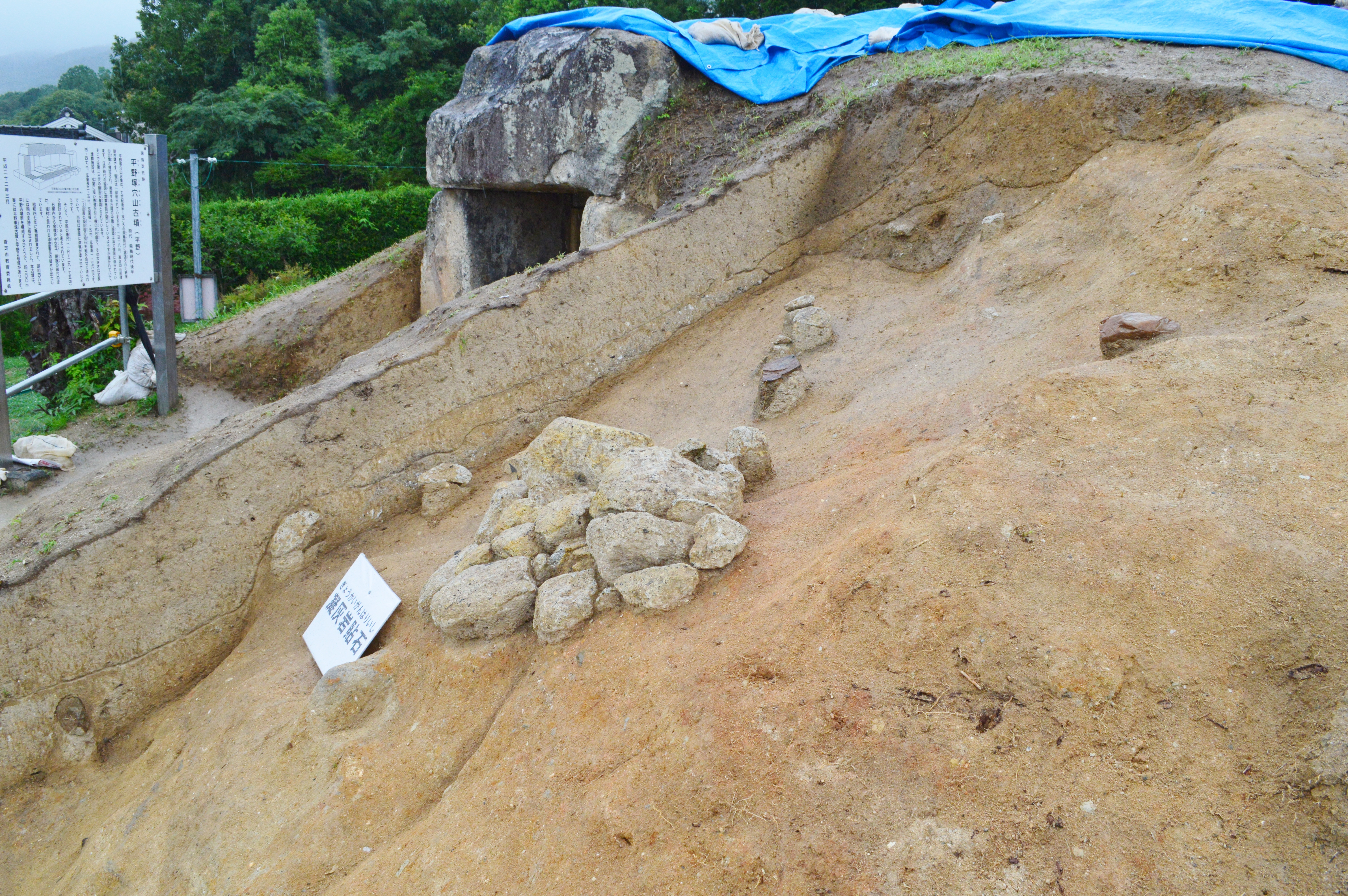
墳丘の貼石 2019年発掘調査時。
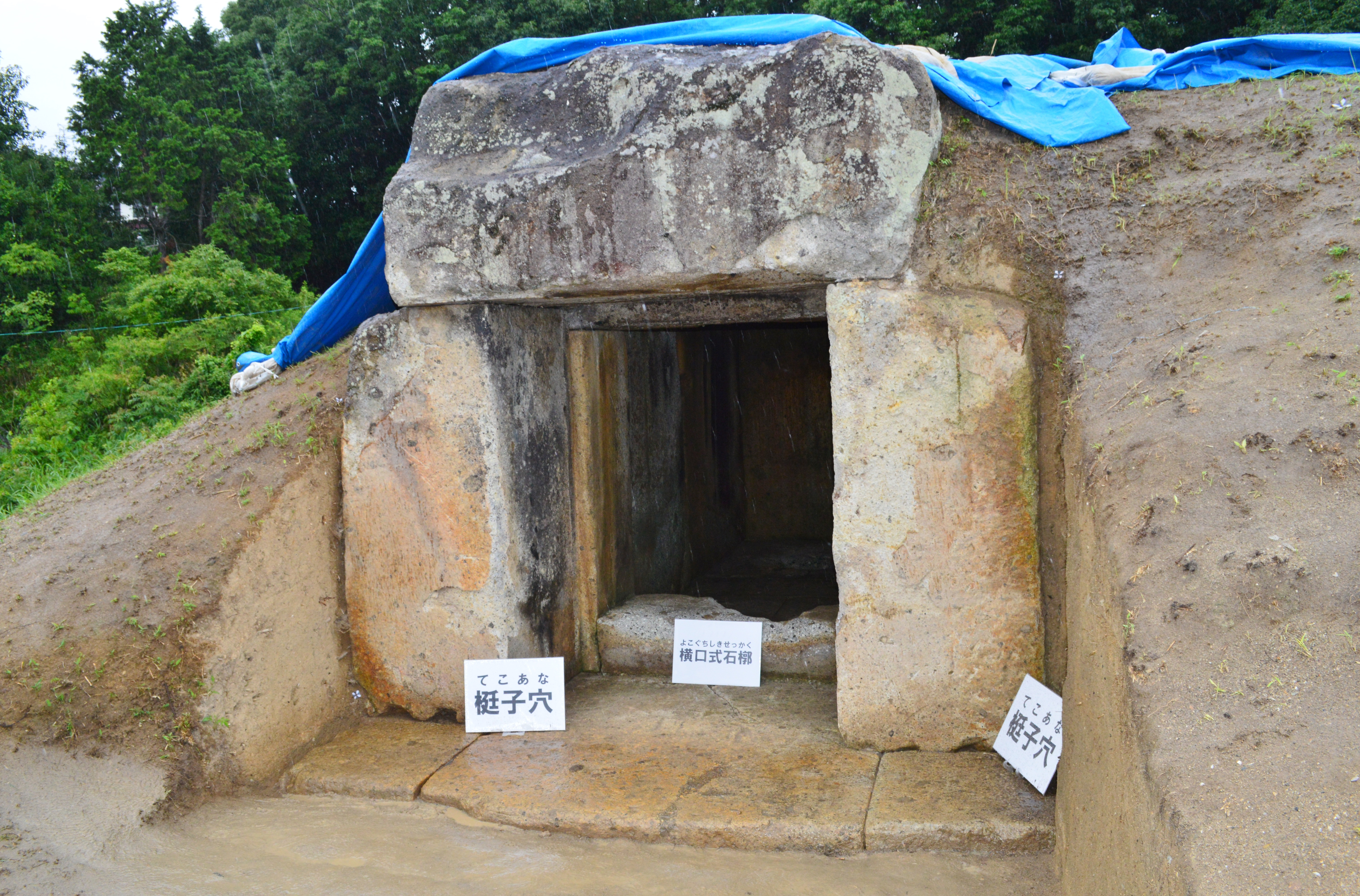
開口部 2019年発掘調査時。

## 被葬者
『日本書紀』に基づく関係系図
| 30 敏達天皇      |                  |                  |                  |                  |                  |                             |                             |                             |                             |                             |                             |             |             |             |             |             |             |
|                  |                  |                  |                  |                  |                  |                             |                             |                             |                             |                             |                             |             |             |             |             |             |             |
| 押坂彦人大兄皇子 | 押坂彦人大兄皇子 | 押坂彦人大兄皇子 | 押坂彦人大兄皇子 | 押坂彦人大兄皇子 | 押坂彦人大兄皇子 |                             |                             |                             |                             |                             |                             | 大俣王      | 大俣王      | 大俣王      | 大俣王      | 大俣王      | 大俣王      |
| 押坂彦人大兄皇子 | 押坂彦人大兄皇子 | 押坂彦人大兄皇子 | 押坂彦人大兄皇子 | 押坂彦人大兄皇子 | 押坂彦人大兄皇子 |                             |                             |                             |                             |                             |                             | 大俣王      | 大俣王      | 大俣王      | 大俣王      | 大俣王      | 大俣王      |
|                  |                  |                  |                  |                  |                  |                             |                             |                             |                             |                             |                             |             |             |             |             |             |             |
|                  |                  |                  |                  |                  |                  | 茅渟王                      |                             |                             |                             |                             |                             |             |             |             |             |             |             |
|                  |                  |                  |                  |                  |                  |                             |                             |                             |                             |                             |                             |             |             |             |             |             |             |
|                  |                  |                  |                  |                  |                  |                             |                             |                             |                             |                             |                             |             |             |             |             |             |             |
|                  |                  |                  |                  |                  |                  | 35 皇極天皇 （37 斉明天皇） | 35 皇極天皇 （37 斉明天皇） | 35 皇極天皇 （37 斉明天皇） | 35 皇極天皇 （37 斉明天皇） | 35 皇極天皇 （37 斉明天皇） | 35 皇極天皇 （37 斉明天皇） | 36 孝徳天皇 | 36 孝徳天皇 | 36 孝徳天皇 | 36 孝徳天皇 | 36 孝徳天皇 | 36 孝徳天皇 |

平野塚穴山古墳の実際の被葬者は明らかでないが、茅渟王（ちぬのおおきみ/ちぬのみこ/ちぬおう、茅渟皇子）に比定する説が有力視される。茅渟王は押坂彦人大兄皇子（第30代敏達天皇皇子）の子で、皇極・斉明天皇（第35・37代）・孝徳天皇（第36代）の父であるが、『古事記』・『日本書紀』等では系譜の記載のみで事績は詳らかでない人物である。
茅渟王の墓について、『延喜式』諸陵寮では遠墓の「片岡葦田墓」として記載され、大和国葛下郡の所在で、兆域は東西5町・南北5町で守戸は無しとする。平野塚穴山古墳を茅渟王の墓とする説では、確かな資料は欠くが、所在地の『延喜式』の記載との対応、築造時期、薄葬令の規定を上回る石槨規模、飛鳥地域の古墳との構築技術の共通性、夾紵棺・漆塗籠棺の使用が根拠とされる（ただし父の押坂彦人大兄皇子の墓と推定される牧野古墳（広陵町）とは時期差が開く）。

## 文化財

### 国の史跡
- 平野塚穴山古墳 - 1973年（昭和48年）6月18日指定[3]、2018年（平成30年）10月15日に史跡範囲の追加指定[5]。

## 関連施設
- 香芝市二上山博物館（香芝市藤山）
- 奈良県立橿原考古学研究所附属博物館（橿原市畝傍町） - 平野塚穴山古墳の出土品を展示。

## 関連文献
（記事執筆に使用していない関連文献）
- 奈良県立橿原考古学研究所 編『竜田御坊山古墳 -付 平野塚穴山古墳-』奈良県教育委員会〈奈良県史跡名勝天然記念物調査報告第32冊〉、1977年。
- 廣瀬覚「香芝市平野塚穴山古墳の三次元レーザー測量」『三次元計測による飛鳥時代の石工技術の復元的研究』奈良文化財研究所〈平成23～26年度科学研究費研究成果報告書〉、2015年。
- 『二上山麓と三輪山麓の考古学 -古代大和・東西の歴史と文化-』香芝市二上山博物館〈平成30年度特別展図録〉、2018年。
- 『国史跡平野塚穴山古墳発掘調査報告書 -保存整備事業に伴う発掘調査-』香芝市教育委員会〈香芝市文化財調査報告書第17集〉、2020年。
- 『国指定史跡平野塚穴山古墳保存整備事業報告書』香芝市教育委員会〈香芝市史跡整備報告書第2集〉、2020年。
- 香芝市教育委員会 編『飛鳥の王陵と平野塚穴山古墳 -平野塚穴山古墳の被葬者を推理する 香芝市制施行30周年記念・平野塚穴山古墳史跡公園開園記念-』香芝みらい創造プロジェクト〈令和3年度企画展〉、2021年。